# Почечине
Поче́чине —  село в Україні, у Крутівській сільській громаді Ніжинського району Чернігівської області. Населення становить 99 осіб. До 2016 орган місцевого самоврядування — Перебудівська сільська рада.

## Історія
1859 року - хутір Почеки - 2 двори, 18 мешканців.
1869 року - х. Почекін.
На мапі 1941 року - х. Пилипонов (61 двір).
12 червня 2020 року, відповідно до розпорядження Кабінету Міністрів України № 730-р «Про визначення адміністративних центрів та затвердження територій територіальних громад Чернігівської області», увійшло до складу Крутівської сільської громади.
19 липня 2020 року, в результаті адміністративно-територіальної реформи та ліквідації Ніжинського(1923 - 2020) району, увійшло до складу новоутвореного Ніжинського району.